# Nathalie Lemmens
Nathalie Lemmens (Hasselt, 12 maart 1995) is een Belgisch volleybalster. Ze speelt als middenaanvalster.

## Levensloop
Lemmens speelde in de jeugd bij Tamera Lummen en VCK Bolderberg. Ze volgde sporthumaniora aan de Topsportschool van Vilvoorde. Afgestudeerd als achttienjarige maakte ze in 2013 de overstap naar Asterix Kieldrecht en startte ze ook haar opleiding voor bio-ingenieur aan de KU Leuven. In 2018 maakte ze de overstap naar het Duitse VC Wiesbaden.
In 2011 maakte ze deel uit van de Belgische ploeg tijdens het Europees Jeugd Olympisch Festival zomer 2011 in Trabzon waar de ploeg zesde werd. Ze nam met het nationale team deel aan het selectietoernooi voor de Olympische Zomerspelen en het Europees kampioenschap volleybal vrouwen 2015 (zesde) en het kwalificatietoernooi voor het EK in 2016, waarbij ze zich plaatste voor het EK 2017. Het nationale team werd ook vijfde op de Europese Spelen.

## Palmares

### Nationaal team
- 2015 - 6e Europees kampioenschap volleybal vrouwen 2015
- 2015 - 5e Europese Spelen 2015